# 쌍봉면
쌍봉면은 1986년 1월 1일 여천시 설치 전까지 현재의 전라남도 여수시 시전동, 쌍봉동, 여천동, 주삼동 일대에 있었던 면이다.